# Circuit masculin de l'ITF 2015
Navigation
Saison 2014 Saison 2016
Le circuit masculin de l'ITF 2015 est la saison 2015 du circuit de tennis masculin organisé par l'ITF. Il représente l'échelon le plus bas des circuits de tennis professionnels, après ATP World Tour et l'ATP Challenger Tour. Les tournois qui le composent sont communément appelés Futures ; ils sont dotés de 10 000 à 15 000 $, et incluent ou non l'hébergement.

## Dotations des tournois
Les tournois Futures distribuent des points pour le classement ATP.
| Catégorie du tournoi | V  | F  | DF | QF | T2 | T1 |
| -------------------- | -- | -- | -- | -- | -- | -- |
| Futures 15 000 $ + H | 35 | 20 | 10 | 4  | 1  | 0  |
| Futures 15 000 $     | 27 | 15 | 8  | 3  | 1  | 0  |
| Futures 10 000 $ + H | 27 | 15 | 8  | 3  | 1  | 0  |
| Futures 10 000 $     | 18 | 10 | 6  | 2  | 1  | 0  |

## Résultats en simple

### Janvier
| Date       | Lieu du tournoi        | Surface      | Dotation    | Vainqueur              | Finaliste           |
| ---------- | ---------------------- | ------------ | ----------- | ---------------------- | ------------------- |
| 5 janvier  | F2, Los Angeles        | Dur          | 15 000 $    | Mitchell Krueger       | Jason Jung          |
| 5 janvier  | F1, Schwieberdingen    | Moquette     | 10 000 $    | Mick Lescure           | Ilya Ivashka        |
| 5 janvier  | F1, Antalya            | Dur          | 10 000 $    | Shuichi Sekiguchi      | Hugo Nys            |
| 5 janvier  | F1, Plantation         | Terre battue | 10 000 $    | Christian Lindell      | Julian Lenz         |
| 12 janvier | F4, Long Beach         | Dur          | 15 000 $    | Takanyi Garanganga     | Frederik Nielsen    |
| 12 janvier | F1, Bagnoles-de-l'Orne | Terre battue | 10 000 $ +H | Yannick Thivant        | Gleb Sakharov       |
| 12 janvier | F2, Stuttgart          | Dur          | 10 000 $    | Maximilian Marterer    | Uladzimir Ignatik   |
| 12 janvier | F1, Le Caire           | Terre battue | 10 000 $    | Dušan Lojda            | Adrian Partl        |
| 12 janvier | F3, Sunrise            | Terre battue | 10 000 $    | Deiton Baughman        | Benjamin Balleret   |
| 12 janvier | F1, Kish               | Terre battue | 10 000 $    | Carlos Boluda-Purkiss  | Vasile Antonescu    |
| 12 janvier | F1, El-Kantaoui        | Dur          | 10 000 $    | Mario Vilella Martinez | Yannick Jankovits   |
| 12 janvier | F2, Antalya            | Dur          | 10 000 $    | Jose Pereira           | Alexey Vatutin      |
| 19 janvier | F3, Kaarst             | Moquette     | 15 000 $    | Maximilian Marterer    | Marek Michalička    |
| 19 janvier | F1, Astana             | Dur          | 15 000 $    | Mikhail Elgin          | Sanjar Fayziev      |
| 19 janvier | F2, Bressuire          | Dur          | 10 000 $ +H | Benoît Paire           | Maxime Teixeira     |
| 19 janvier | F2, Le Caire           | Terre battue | 10 000 $    | Mohamed Safwat         | Kamil Majchrzak     |
| 19 janvier | F1, Sheffield          | Dur          | 10 000 $    | Daniel Smethurst       | Daniel Cox          |
| 19 janvier | F2, Kish               | Terre battue | 10 000 $    | Michael Linzer         | Alexis Musialek     |
| 19 janvier | F2, El-Kantaoui        | Dur          | 10 000 $    | Danilo Petrović        | Salvatore Caruso    |
| 19 janvier | F3, Antalya            | Dur          | 10 000 $    | Miliaan Niesten        | Jose Pereira        |
| 19 janvier | F5, Weston             | Terre battue | 10 000 $    | Benjamin Balleret      | Frances Tiafoe      |
| 26 janvier | F3, Le Caire           | Terre battue | 15 000 $    | Laslo Djere            | Kamil Majchrzak     |
| 26 janvier | F4, Nussloch           | Moquette     | 15 000 $    | Ruben Bemelmans        | Maximilian Marterer |
| 26 janvier | F2, Astana             | Dur          | 15 000 $    | Mikhail Elgin          | Dzmitry Zhyrmont    |
| 26 janvier | F3, Feucherolles       | Dur          | 10 000 $ +H | Filip Peliwo           | Antal van der Duim  |
| 26 janvier | F2, Sunderland         | Dur          | 10 000 $    | Daniel Cox             | Alexander Ward      |
| 26 janvier | F3, Kish               | Terre battue | 10 000 $    | Alexis Musialek        | Vasile Antonescu    |
| 26 janvier | F1, Castelldefels      | Terre battue | 10 000 $    | Grzegorz Panfil        | Maxime Hamou        |
| 26 janvier | F3, El-Kantaoui        | Dur          | 10 000 $    | Mario Vilella Martinez | Jaime Pulgar-García |
| 26 janvier | F4, Antalya            | Dur          | 10 000 $    | Jose Pereira           | Riccardo Bellotti   |
| 26 janvier | F6, Palm Coast         | Terre battue | 10 000 $    | Benjamin Balleret      | Patricio Heras      |

### Février
| Date       | Lieu du tournoi     | Surface         | Dotation | Vainqueur             | Finaliste                 |
| ---------- | ------------------- | --------------- | -------- | --------------------- | ------------------------- |
| 2 février  | F4, Charm el-Cheikh | Dur             | 10 000 $ | Dennis Novak          | Jaroslav Pospíšil         |
| 2 février  | F2, Paguera         | Terre battue    | 10 000 $ | Gianluca Naso         | Pedro Cachín              |
| 2 février  | F1, Colombo         | Terre battue    | 10 000 $ | Rui Machado           | Jan Šátral                |
| 2 février  | F4, El-Kantaoui     | Dur             | 10 000 $ | Peter Heller          | Gerard Granollers Pujol   |
| 2 février  | F5, Antalya         | Dur             | 10 000 $ | Riccardo Bellotti     | Nikola Milojević          |
| 9 février  | F5, Charm el-Cheikh | Dur             | 10 000 $ | Dennis Novak          | Jaroslav Pospíšil         |
| 9 février  | F1, Guatemala       | Dur             | 10 000 $ | Marcelo Arévalo       | Christopher Díaz Figueroa |
| 9 février  | F3, Paguera         | Terre battue    | 10 000 $ | Maxime Hamou          | Albert Alcaraz Ivorra     |
| 9 février  | F2, Colombo         | Terre battue    | 10 000 $ | Rui Machado           | Miljan Zekić              |
| 9 février  | F5, El-Kantaoui     | Dur             | 10 000 $ | Mathias Bourgue       | Arthur De Greef           |
| 9 février  | F6, Antalya         | Dur             | 10 000 $ | Miliaan Niesten       | Dimitar Kuzmanov          |
| 9 février  | F7, Sunrise         | Terre battue    | 10 000 $ | Gianluigi Quinzi      | Federico Coria            |
| 16 février | F1, Viña del Mar    | Terre battue    | 15 000 $ | Juan Carlos Sáez      | Jorge Aguilar             |
| 16 février | F4, Kish            | Dur             | 15 000 $ | Jules Marie           | Grega Žemlja              |
| 16 février | F1, Sondrio         | Dur (int.)      | 15 000 $ | Laurynas Grigelis     | Quentin Halys             |
| 16 février | F6, Charm el-Cheikh | Dur             | 10 000 $ | Jaroslav Pospíšil     | Nikola Milojević          |
| 16 février | F1, Santa Tecla     | Terre battue    | 10 000 $ | David Souto           | Marcelo Arévalo           |
| 16 février | F4, Murcie          | Terre battue    | 10 000 $ | Rubén Ramírez Hidalgo | Rafael Camilo             |
| 16 février | F3, Colombo         | Terre battue    | 10 000 $ | Rui Machado           | Miljan Zekić              |
| 16 février | F6, El-Kantaoui     | Dur             | 10 000 $ | Erik Crepaldi         | Yannik Reuter             |
| 16 février | F7, Antalya         | Dur             | 10 000 $ | Dimitar Kuzmanov      | Marc Sieber               |
| 16 février | F8, Plantation      | Terre battue    | 10 000 $ | Patricio Heras        | João Menezes              |
| 23 février | F1, Adélaïde        | Dur             | 15 000 $ | Brydan Klein          | Omar Jasika               |
| 23 février | F2, Viña del Mar    | Terre battue    | 15 000 $ | Javier Martí          | Bastian Malla             |
| 23 février | F5, Kish            | Dur             | 15 000 $ | Grega Žemlja          | Jules Marie               |
| 23 février | F2, Trente          | Moquette (int.) | 15 000 $ | Philip Bester         | Quentin Halys             |
| 23 février | F7, Charm el-Cheikh | Dur             | 10 000 $ | Marko Tepavac         | Henrik Sillanpaa          |
| 23 février | F1, Panama          | Terre battue    | 10 000 $ | Darian King           | Bastian Trinker           |
| 23 février | F5, Carthagène      | Terre battue    | 10 000 $ | Micke Kontinen        | Rubén Ramírez Hidalgo     |
| 23 février | F1, Vale do Lobo    | Dur             | 10 000 $ | Remi Boutillier       | Rui Machado               |
| 23 février | F7, El-Kantaoui     | Dur             | 10 000 $ | Viktor Durasovic      | Yannick Jankovits         |
| 23 février | F8, Antalya         | Dur             | 10 000 $ | Michal Konečný        | Peter Kobelt              |
| 23 février | F9, Sunrise         | Terre battue    | 10 000 $ | Antal van der Duim    | Thales Turini             |

### Mars
| Date    | Lieu du tournoi              | Surface         | Dotation    | Vainqueur                 | Finaliste               |
| ------- | ---------------------------- | --------------- | ----------- | ------------------------- | ----------------------- |
| 2 mars  | F2, Port Pirie               | Dur             | 15 000 $    | Matthew Barton            | Alexander Sarkissian    |
| 2 mars  | F4, Lille                    | Dur (int.)      | 15 000 $    | Karen Khachanov           | Rudy Coco               |
| 2 mars  | F1, Gatineau                 | Dur (int.)      | 15 000 $    | Tennys Sandgren           | Philip Bester           |
| 2 mars  | F1, Umag                     | Terre battue    | 10 000 $    | Gianluca Naso             | Grzegorz Panfil         |
| 2 mars  | F8, Charm el-Cheikh          | Dur             | 10 000 $    | Dmytro Badanov            | Marko Tepavac           |
| 2 mars  | F1, Chandigarh               | Dur             | 10 000 $    | Enrique López-Pérez       | Karunuday Singh         |
| 2 mars  | F1, Managua                  | Dur             | 10 000 $    | Hans Hach Verdugo         | Juan Sebastián Gómez    |
| 2 mars  | F2, Faro                     | Dur             | 10 000 $    | Mate Pavić                | Georgi Rumenov Payakov  |
| 2 mars  | F8, El-Kantaoui              | Dur             | 10 000 $    | Erik Crepaldi             | David Rice              |
| 2 mars  | F9, Antalya                  | Terre battue    | 10 000 $    | Oriol Roca Batalla        | Jose Pereira            |
| 9 mars  | F3, Mildura                  | Dur             | 15 000 $    | Matthew Barton            | Harry Bourchier         |
| 9 mars  | F1, Trimbach                 | Moquette (int.) | 15 000 $    | Daniel Brands             | Kirill Dmitriev         |
| 9 mars  | F2, Sherbrooke               | Dur (int.)      | 15 000 $    | Edward Corrie             | Tennys Sandgren         |
| 9 mars  | F2, Bhimavaram               | Dur             | 10 000 $ +H | Jeevan Nedunchezhiyan     | David Perez Sanz        |
| 9 mars  | F1, Guaymallén               | Terre battue    | 10 000 $    | Nicolás Kicker            | Juan Ignacio Galarza    |
| 9 mars  | F2, Poreč                    | Terre battue    | 10 000 $    | Matteo Trevisan           | Ivan Bjelica            |
| 9 mars  | F9, Charm el-Cheikh          | Dur             | 10 000 $    | Jan Šátral                | Mohamed Safwat          |
| 9 mars  | F5, Toulouse-Balma           | Dur (int.)      | 10 000 $    | Karen Khachanov           | Fabien Reboul           |
| 9 mars  | F1, Herzliya                 | Dur             | 10 000 $    | Evgeny Karlovskiy         | Martin Vaïsse           |
| 9 mars  | F1, Nishitama                | Dur             | 10 000 $    | Takuto Niki               | Yuya Kibi               |
| 9 mars  | F3, Loulé                    | Dur             | 10 000 $    | Rui Machado               | Yannick Mertens         |
| 9 mars  | F9, El-Kantaoui              | Dur             | 10 000 $    | Thomas Fabbiano           | Henrique Cunha          |
| 9 mars  | F10, Antalya                 | Terre battue    | 10 000 $    | Leonardo Kirche           | Oriol Roca Batalla      |
| 16 mars | F6, Poitiers                 | Dur (int.)      | 15 000 $ +H | Quentin Halys             | David Guez              |
| 16 mars | F4, Wirral                   | Dur (int.)      | 15 000 $    | Yannick Mertens           | Matija Pecotic          |
| 16 mars | F2, Taverne                  | Moquette (int.) | 15 000 $    | Jan Mertl                 | Enzo Sommer             |
| 16 mars | F10, Bakersfield             | Dur             | 15 000 $    | Frances Tiafoe            | Maxime Tabatruong       |
| 16 mars | F2, Mendoza                  | Terre battue    | 10 000 $    | José Hernández            | Hans Podlipnik-Castillo |
| 16 mars | F3, Pula                     | Terre battue    | 10 000 $    | Riccardo Bellotti         | Mathias Bourgue         |
| 16 mars | F10, Charm el-Cheikh         | Dur             | 10 000 $    | Mohamed Safwat            | Jaroslav Pospíšil       |
| 16 mars | F3, Tiruchirappalli          | Terre battue    | 10 000 $    | N. Vijay Sundar Prashanth | Ramkumar Ramanathan     |
| 16 mars | F2, Herzliya                 | Dur             | 10 000 $    | Stefano Napolitano        | Michal Konečný          |
| 16 mars | F2, Nishitōkyō               | Dur             | 10 000 $    | Takuto Niki               | Shintaro Imai           |
| 16 mars | F1, Casablanca               | Terre battue    | 10 000 $    | Lamine Ouahab             | Javier Martí            |
| 16 mars | F10, El-Kantaoui             | Dur             | 10 000 $    | Thomas Fabbiano           | Aleksandar Lazov        |
| 16 mars | F11, Antalya                 | Dur             | 10 000 $    | Ricardo Rodríguez         | Marc Sieber             |
| 23 mars | F4, Melbourne                | Terre battue    | 15 000 $    | Jordan Thompson           | Jose Statham            |
| 23 mars | F5, Shrewsbury               | Dur (int.)      | 15 000 $    | Quentin Halys             | Daniel Cox              |
| 23 mars | F11, Calabasas               | Dur             | 15 000 $    | Dennis Novikov            | Frances Tiafoe          |
| 23 mars | F3, Olavarría                | Terre battue    | 10 000 $    | José Hernández            | Federico Coria          |
| 23 mars | F1, Manama                   | Dur             | 10 000 $    | Tobias Simon              | Scott Griekspoor        |
| 23 mars | F4, Rovinj                   | Terre battue    | 10 000 $    | Dušan Lojda               | Mathias Bourgue         |
| 23 mars | F11, Charm el-Cheikh         | Dur             | 10 000 $    | Jaroslav Pospíšil         | Mohamed Safwat          |
| 23 mars | F6, Madrid                   | Dur             | 10 000 $    | Yannick Mertens           | Jaime Pulgar García     |
| 23 mars | F7, Saint-Raphaël            | Dur (int.)      | 10 000 $    | Yanaïs Laurent            | Constant Lestienne      |
| 23 mars | F1, Héraklion                | Dur             | 10 000 $    | Vladyslav Manafov         | Václav Šafránek         |
| 23 mars | F4, Chennai                  | Terre battue    | 10 000 $    | N. Vijay Sundar Prashanth | Ivan Gakhov             |
| 23 mars | F3, Ramat Ha-Sharon          | Dur             | 10 000 $    | Isak Arvidsson            | Noam Okun               |
| 23 mars | F3, Kōfu                     | Dur             | 10 000 $    | Lim Yong-kyu              | Yasutaka Uchiyama       |
| 23 mars | F2, Casablanca               | Terre battue    | 10 000 $    | Lamine Ouahab             | Maxime Hamou            |
| 23 mars | F11, El-Kantaoui             | Dur             | 10 000 $    | Thomas Fabbiano           | Aleksandar Lazov        |
| 23 mars | F12, Antalya                 | Dur             | 10 000 $    | Dimitar Kuzmanov          | Miki Janković           |
| 30 mars | F5, Mornington               | Terre battue    | 15 000 $    | Jose Statham              | Matthew Barton          |
| 30 mars | F4, Tsukuba                  | Dur             | 10 000 $ +H | Yasutaka Uchiyama         | Takuto Niki             |
| 30 mars | F1, Anning                   | Terre battue    | 10 000 $    | Yang Tsung-hua            | Boy Westerhof           |
| 30 mars | F5, Vrsar                    | Terre battue    | 10 000 $    | Riccardo Bellotti         | Federico Gaio           |
| 30 mars | F12, Charm el-Cheikh         | Dur             | 10 000 $    | Tucker Vorster            | Libor Salaba            |
| 30 mars | F7, Alcalá de Henares        | Dur             | 10 000 $    | José Checa Calvo          | Georgi Rumenov Payakov  |
| 30 mars | F2, Héraklion                | Dur             | 10 000 $    | Peđa Krstin               | Nikola Milojević        |
| 30 mars | F1, Tarakan                  | Dur             | 10 000 $    | Christopher Rungkat       | Finn Tearney            |
| 30 mars | F3, Santa Margherita di Pula | Terre battue    | 10 000 $    | Gianluca Naso             | Corentin Moutet         |
| 30 mars | F3, Safi                     | Terre battue    | 10 000 $    | Lamine Ouahab             | Marc Giner              |
| 30 mars | F1, Doha                     | Dur             | 10 000 $    | Jaroslav Pospíšil         | Rui Machado             |
| 30 mars | F12, El-Kantaoui             | Dur             | 10 000 $    | Clément Geens             | Yannick Mertens         |
| 30 mars | F13, Antalya                 | Dur             | 10 000 $    | Dennis Novak              | Tomislav Brkić          |

### Avril
| Date     | Lieu du tournoi              | Surface      | Dotation    | Vainqueur               | Finaliste                   |
| -------- | ---------------------------- | ------------ | ----------- | ----------------------- | --------------------------- |
| 6 avril  | F3, Santiago                 | Terre battue | 15 000 $    | Hans Podlipnik-Castillo | Nicolás Kicker              |
| 6 avril  | F12, Harlingen               | Dur          | 15 000 $    | Alexander Sarkissian    | Eric Quigley                |
| 6 avril  | F1, Karchi                   | Dur          | 15 000 $    | Yuki Bhambri            | Dzmitry Zhyrmont            |
| 6 avril  | F2, Anning                   | Terre battue | 10 000 $    | Yang Tsung-hua          | Kim Young-seok              |
| 6 avril  | F13, Charm el-Cheikh         | Dur          | 10 000 $    | Tucker Vorster          | Martin Fischer              |
| 6 avril  | F3, Héraklion                | Dur          | 10 000 $    | Maxim Dubarenco         | Edoardo Eremin              |
| 6 avril  | F2, Tegal                    | Dur          | 10 000 $    | Lee Duck-hee            | Shuichi Sekiguchi           |
| 6 avril  | F4, Santa Margherita di Pula | Terre battue | 10 000 $    | Gianluca Naso           | Omar Giacalone              |
| 6 avril  | F8, Madrid                   | Dur          | 10 000 $    | Carlos Boluda-Purkiss   | Alexandre Folie             |
| 6 avril  | F2, Doha                     | Dur          | 10 000 $    | Adrien Bossel           | Rui Machado                 |
| 6 avril  | F13, El-Kantaoui             | Dur          | 10 000 $    | Daniil Medvedev         | Tom Jomby                   |
| 6 avril  | F14, Antalya                 | Dur          | 10 000 $    | Maximilian Neuchrist    | Claudio Fortuna             |
| 13 avril | F4, Santiago                 | Terre battue | 15 000 $    | Juan Carlos Saez        | Christian Lindell           |
| 13 avril | F13, Little Rock             | Dur          | 15 000 $    | Jason Jung              | Darian King                 |
| 13 avril | F2, Boukhara                 | Dur          | 15 000 $    | Karen Khachanov         | Dzmitry Zhyrmont            |
| 13 avril | F3, Anning                   | Terre battue | 10 000 $    | Huang Liang-chi         | Yang Tsung-hua              |
| 13 avril | F14, Charm el-Cheikh         | Dur          | 10 000 $    | Dennis Novak            | Martin Fischer              |
| 13 avril | F4, Héraklion                | Dur          | 10 000 $    | Edoardo Eremin          | Alexandros Jakupovic        |
| 13 avril | F3, Jakarta                  | Dur          | 10 000 $    | Lee Duck-hee            | Christopher Rungkat         |
| 13 avril | F5, Santa Margherita di Pula | Terre battue | 10 000 $    | Federico Gaio           | Stefano Napolitano          |
| 13 avril | F9, Reus                     | Terre battue | 10 000 $    | Kamil Majchrzak         | Marc Giner                  |
| 13 avril | F3, Doha                     | Dur          | 10 000 $    | David Rice              | Patrik Fabian               |
| 13 avril | F14, El-Kantaoui             | Dur          | 10 000 $    | Sébastien Boltz         | Ronan Joncour               |
| 13 avril | F15, Antalya                 | Dur          | 10 000 $    | Riccardo Bellotti       | Yannick Jankovits           |
| 20 avril | F8, Angers                   | Terre battue | 15 000 $ +H | Jonathan Eysseric       | Mathias Bourgue             |
| 20 avril | F4, Yuxi                     | Dur          | 15 000 $    | Grega Žemlja            | Kim Cheong-eui              |
| 20 avril | F3, Chimkent                 | Terre battue | 15 000 $    | Temur Ismailov          | Yaraslau Shyla              |
| 20 avril | F10, Majadahonda             | Terre battue | 15 000 $    | Adrien Puget            | Juan-Samuel Arauzo-Martinez |
| 20 avril | F5, Santiago                 | Terre battue | 10 000 $    | Jorge Aguilar           | Duilio Beretta              |
| 20 avril | F15, Charm el-Cheikh         | Dur          | 10 000 $    | Dennis Novak            | Mohamed Safwat              |
| 20 avril | F5, Héraklion                | Dur          | 10 000 $    | Hiroyasu Ehara          | Erik Crepaldi               |
| 20 avril | F6, Santa Margherita di Pula | Terre battue | 10 000 $    | Viktor Durasovic        | Viktor Galović              |
| 20 avril | F1, Bangkok                  | Dur          | 10 000 $    | Akira Santillan         | Kento Takeuchi              |
| 20 avril | F15, El-Kantaoui             | Dur          | 10 000 $    | Filip Horanský          | Christopher Heyman          |
| 20 avril | F16, Antalya                 | Dur          | 10 000 $    | Yannick Jankovits       | Hugo Nys                    |
| 27 avril | F1, Abuja                    | Dur          | 15 000 $ +H | Matija Pecotic          | Deiton Baughman             |
| 27 avril | F9, Grasse                   | Terre battue | 15 000 $    | Maxime Chazal           | Romain Arneodo              |
| 27 avril | F4, Chimkent                 | Terre battue | 15 000 $    | Yaraslau Shyla          | Vladimir Ivanov             |
| 27 avril | F1, Morelia                  | Dur          | 15 000 $    | Nicolás Barrientos      | Alexander Sarkissian        |
| 27 avril | F16, Charm el-Cheikh         | Dur          | 10 000 $    | Marko Tepavac           | Mohamed Safwat              |
| 27 avril | F6, Héraklion                | Dur          | 10 000 $    | Erik Crepaldi           | Alessandro Bega             |
| 27 avril | F4, Ashkelon                 | Dur          | 10 000 $    | Amir Weintraub          | Evgeny Karlovskiy           |
| 27 avril | F7, Santa Margherita di Pula | Terre battue | 10 000 $    | Samuël Bensoussan       | Omar Giacalone              |
| 27 avril | F11, Móstoles                | Dur          | 10 000 $    | Marcus Willis           | Jorge Hernando-Ruano        |
| 27 avril | F1, Karlskrona               | Terre battue | 10 000 $    | Fred Simonsson          | Timon Reichelt              |
| 27 avril | F2, Bangkok                  | Dur          | 10 000 $    | Andre Dome              | Akira Santillan             |
| 27 avril | F17, Antalya                 | Dur          | 10 000 $    | Peter Heller            | Lucas Miedler               |
| 27 avril | F14, Vero Beach              | Terre battue | 10 000 $    | Wil Spencer             | Facundo Mena                |

### Mai
| Date   | Lieu du tournoi                 | Surface      | Dotation    | Vainqueur                | Finaliste               |
| ------ | ------------------------------- | ------------ | ----------- | ------------------------ | ----------------------- |
| 4 mai  | F2, Abuja                       | Dur          | 15 000 $ +H | Matija Pecotić           | Eric Quigley            |
| 4 mai  | F1, Oran                        | Terre battue | 10 000 $    | Mario Vilella Martinez   | David Pérez Sanz        |
| 4 mai  | F4, Villa María                 | Terre battue | 10 000 $    | Franco Agamenone         | Hernán Casanova         |
| 4 mai  | F6, Bol                         | Terre battue | 10 000 $    | Tomislav Brkić           | Václav Šafránek         |
| 4 mai  | F17, Charm el-Cheikh            | Dur          | 10 000 $    | Daniel Evans             | Baris Erguden           |
| 4 mai  | F5, Ashkelon                    | Dur          | 10 000 $    | Amir Weintraub           | Toby Martin             |
| 4 mai  | F8, Santa Margherita di Pula    | Terre battue | 10 000 $    | Gianluca Naso            | Patricio Heras          |
| 4 mai  | F2, Querétaro                   | Dur          | 10 000 $    | Alexander Sarkissian     | Manuel Sánchez          |
| 4 mai  | F4, Caldas da Rainha            | Terre battue | 10 000 $    | Frederico Gil            | Romain Barbosa          |
| 4 mai  | F1, Galați                      | Terre battue | 10 000 $    | Aleksandar Lazov         | Dmitry Popko            |
| 4 mai  | F12, Lleida                     | Terre battue | 10 000 $    | Gerard Granollers        | Álvaro López San Martín |
| 4 mai  | F2, Båstad                      | Terre battue | 10 000 $    | Michael Linzer           | Mārtiņš Podžus          |
| 4 mai  | F3, Bangkok                     | Dur          | 10 000 $    | Jacob Grills             | Karunuday Singh         |
| 4 mai  | F18, Antalya                    | Dur          | 10 000 $    | Riccardo Bellotti        | Lucas Miedler           |
| 4 mai  | F15, Orange Park                | Terre battue | 10 000 $    | Darian King              | Stefan Kozlov           |
| 11 mai | F3, Mexico                      | Dur          | 15 000 $    | Iván Endara              | Stefan Kozlov           |
| 11 mai | F2, Alger                       | Terre battue | 10 000 $    | David Perez Sanz         | Corentin Denolly        |
| 11 mai | F5, Córdoba                     | Terre battue | 10 000 $    | Nicolás Kicker           | Nicolas Alberto Arreche |
| 11 mai | F1, Doboj                       | Terre battue | 10 000 $    | Pascal Meis              | Viktor Durasovic        |
| 11 mai | F1, Pereira                     | Terre battue | 10 000 $    | Emilio Gómez             | Joao Menezes            |
| 11 mai | F7, Bol                         | Terre battue | 10 000 $    | Miljan Zekić             | Yannick Mertens         |
| 11 mai | F1, Prague                      | Terre battue | 10 000 $    | Uladzimir Ignatik        | Jan Mertl               |
| 11 mai | F18, Charm el-Cheikh            | Dur          | 10 000 $    | Petros Chrysochos        | Pablo Vivero Gonzalez   |
| 11 mai | F1, Pantiani                    | Terre battue | 10 000 $    | Grzegorz Panfil          | Alexandr Igoshin        |
| 11 mai | F6, Acre                        | Dur          | 10 000 $    | Edan Leshem              | Peter Kobelt            |
| 11 mai | F9, Santa Margherita di Pula    | Terre battue | 10 000 $    | Calvin Hemery            | Johan Sebastien Tatlot  |
| 11 mai | F5, Coimbra                     | Dur          | 10 000 $    | Georgi Rumenov Payakov   | Ricardo Ojeda Lara      |
| 11 mai | F2, Galați                      | Terre battue | 10 000 $    | Maxim Dubarenco          | Dmitry Popko            |
| 11 mai | F13, Valldoreix                 | Terre battue | 10 000 $    | Tommy Paul               | Albert Alcaraz Ivorra   |
| 11 mai | F3, Båstad                      | Terre battue | 10 000 $    | Mikael Ymer              | Dragos Nicolae Madaras  |
| 11 mai | F19, Antalya                    | Dur          | 10 000 $    | Riccardo Bellotti        | Erik Crepaldi           |
| 11 mai | F1, Tcherkassy                  | Terre battue | 10 000 $    | Vladimir Uzhylovsky      | Vladyslav Manafov       |
| 11 mai | F16, Tampa                      | Terre battue | 10 000 $    | Thales Turini            | Tennys Sandgren         |
| 18 mai | F1, Daegu                       | Dur          | 15 000 $    | Daniel Nguyen            | Ilya Ivashka            |
| 18 mai | F4, Córdoba                     | Dur          | 15 000 $    | Darian King              | Ernesto Escobedo        |
| 18 mai | F3, Annaba                      | Terre battue | 10 000 $    | Sadio Doumbia            | David Perez Sanz        |
| 18 mai | F6, Villa del Dique             | Terre battue | 10 000 $    | Juan Ignacio Galarza     | Federico Coria          |
| 18 mai | F2, Prijedor                    | Terre battue | 10 000 $    | Franko Škugor            | Tomislav Ternar         |
| 18 mai | F5, Wuhan                       | Dur          | 10 000 $    | Wu Di                    | Li Zhe                  |
| 18 mai | F2, Pereira                     | Terre battue | 10 000 $    | Carlos Salamanca         | Tiago Lopes             |
| 18 mai | F10, Bol                        | Terre battue | 10 000 $    | Toni Androić             | Oscar Otte              |
| 18 mai | F2, Jablonec nad Nisou          | Terre battue | 10 000 $    | Marek Michalicka         | Uladzimir Ignatik       |
| 18 mai | F19, Charm el-Cheikh            | Dur          | 10 000 $    | Pablo Vivero Gonzalez    | Karim-Mohamed Maamoun   |
| 18 mai | F2, Pantiani                    | Terre battue | 10 000 $    | Grzegorz Panfil          | Pedro Sakamoto          |
| 18 mai | F5, Mandya                      | Dur          | 10 000 $    | Karunuday Singh          | Antoine Escoffier       |
| 18 mai | F10, Bergame                    | Terre battue | 10 000 $    | Matteo Trevisan          | Federico Gaio           |
| 18 mai | F6, Pombal                      | Dur          | 10 000 $    | Georgi Rumenov Payakov   | Carlos Boluda-Purkiss   |
| 18 mai | F3, Bucarest                    | Terre battue | 10 000 $    | Dmitry Popko             | Victor Crivoi           |
| 18 mai | F14, Vic                        | Terre battue | 10 000 $    | Maxime Chazal            | Alexander Ward          |
| 18 mai | F20, Antalya                    | Dur          | 10 000 $    | Erik Crepaldi            | Daniel Cox              |
| 18 mai | F2, Tcherkassy                  | Terre battue | 10 000 $    | Vladimir Uzhylovsky      | Artem Smirnov           |
| 25 mai | F7, Villa Allende               | Terre battue | 15 000 $ +H | Nicolás Kicker           | Tomas Lipovsek Puches   |
| 25 mai | F6, Wuhan                       | Dur          | 15 000 $    | Li Zhe                   | Bai Yan                 |
| 25 mai | F2, Changwon                    | Dur          | 15 000 $    | Omar Jasika              | Connor Smith            |
| 25 mai | F4, Bacău                       | Terre battue | 15 000 $ +H | Kamil Majchrzak          | Dragos Dima             |
| 25 mai | F1, Moscou                      | Terre battue | 15 000 $    | Daniil Medvedev          | Ivan Gakhov             |
| 25 mai | F3, Brčko                       | Terre battue | 10 000 $    | Tom Kočevar-Desman       | Tomislav Jotovski       |
| 25 mai | F3, Pereira                     | Terre battue | 10 000 $    | Wilson Leite             | Facundo Mena            |
| 25 mai | F11, Bol                        | Terre battue | 10 000 $    | Duje Kekez               | Maverick Banes          |
| 25 mai | F3, Most                        | Terre battue | 10 000 $    | Jan Šátral               | Adrian Sikora           |
| 25 mai | F20, Charm el-Cheikh            | Dur          | 10 000 $    | Marcus Willis            | Julien Dubail           |
| 25 mai | F3, Pantiani                    | Terre battue | 10 000 $    | Grzegorz Panfil          | Victor Baluda           |
| 25 mai | F1, Tumon                       | Dur          | 10 000 $    | Takao Suzuki             | Gengo Kikuchi           |
| 25 mai | F6, Mysore                      | Dur          | 10 000 $ +H | Ramkumar Ramanathan      | Vishnu Vardhan          |
| 25 mai | F11, Lecco                      | Terre battue | 10 000 $    | Tommy Paul               | Lorenzo Sonego          |
| 25 mai | F7, Idanha-a-Nova               | Dur          | 10 000 $    | Frederico Ferreira Silva | João Domingues          |
| 25 mai | F15, Santa Margarida de Montbui | Dur          | 10 000 $    | Gerard Granollers        | Yasutaka Uchiyama       |
| 25 mai | F21, Antalya                    | Dur          | 10 000 $    | Ricardo Rodríguez        | Sandro Ehrat            |
| 25 mai | F3, Tcherkassy                  | Terre battue | 10 000 $    | Artem Smirnov            | Ivan Nedelko            |

### Juin
| Date     | Lieu du tournoi         | Surface      | Dotation    | Vainqueur                                | Finaliste                                |
| -------- | ----------------------- | ------------ | ----------- | ---------------------------------------- | ---------------------------------------- |
| 1er juin | F7, Wuhan               | Dur          | 15 000 $    | Huang Liang-Chi                          | Wu Di                                    |
| 1er juin | F1, Jounieh             | Terre battue | 15 000 $    | Peđa Krstin                              | Adrian Sikora                            |
| 1er juin | F16A, Winston-Salem     | Dur          | 15 000 $    | Matija Pecotić                           | Tennys Sandgren                          |
| 1er juin | F3, Andijan             | Dur          | 15 000 $    | Denys Molchanov                          | Nikola Milojević                         |
| 1er juin | F4, Kiseljak            | Terre battue | 10 000 $    | Pavel Nejedlý                            | Vlad Victor Cornea                       |
| 1er juin | F12, Bol                | Terre battue | 10 000 $    | Michael Linzer                           | Maverick Banes                           |
| 1er juin | F21, Charm el-Cheikh    | Dur          | 10 000 $    | Hugo Nys                                 | Jaime Pulgar-García                      |
| 1er juin | F4, Pantiani            | Terre battue | 10 000 $    | Aleksandre Metreveli                     | Marco Bortolotti                         |
| 1er juin | F7, Jassowal            | Dur          | 10 000 $    | Sasi Kumar Mukund                        | Sidharth Rawat                           |
| 1er juin | F7, Ramat Gan           | Dur          | 10 000 $    | Amir Weintraub                           | Maxime Janvier                           |
| 1er juin | F12, Lodi               | Terre battue | 10 000 $ +H | Alessandro Gianessi                      | Yann Marti                               |
| 1er juin | F5, Karuizawa           | Terre battue | 10 000 $    | Takashi Saito                            | Hiromasa Oku                             |
| 1er juin | F5, Manzanillo          | Dur          | 10 000 $    | Andre Dome                               | Tigre Hank                               |
| 1er juin | F1, Maputo              | Dur          | 10 000 $    | Benjamin Lock                            | William Bushamuka                        |
| 1er juin | F8, Idanha-a-Nova       | Dur          | 10 000 $    | Sébastien Boltz                          | João Domingues                           |
| 1er juin | F2, Kazan               | Terre battue | 10 000 $    | Vladimir Ivanov                          | Ivan Nedelko                             |
| 1er juin | F1, Maribor             | Terre battue | 10 000 $    | Kirill Dmitriev                          | Lucas Miedler                            |
| 1er juin | F16, Madrid             | Terre battue | 10 000 $    | Maxime Chazal                            | Albert Alcaraz Ivorra                    |
| 1er juin | F22, Bursa              | Dur          | 10 000 $    | Alessandro Bega                          | Denys Mylokostov                         |
| 8 juin   | F5, Sarajevo            | Terre battue | 15 000 $    | Deiton Baughman                          | Duje Kekez                               |
| 8 juin   | F2, Jounieh             | Terre battue | 15 000 $    | Jordi Samper-Montaña                     | Ivo Klec                                 |
| 8 juin   | F16B, Charlottesville   | Dur          | 15 000 $    | Tennys Sandgren                          | Ernesto Escobedo                         |
| 8 juin   | F4, Namangan            | Dur          | 15 000 $    | Temur Ismailov                           | Wang Chuhan                              |
| 8 juin   | F1, Binche              | Terre battue | 10 000 $    | Oscar Otte                               | Juan Lizariturry                         |
| 8 juin   | F1, Itajaí              | Terre battue | 10 000 $    | Caio Zampieri                            | Daniel Dutra Da Silva                    |
| 8 juin   | F1, Stara Zagora        | Terre battue | 10 000 $    | Oriol Roca Batalla                       | Aleksandar Lazov                         |
| 8 juin   | F13, Bol                | Terre battue | 10 000 $    | Michael Linzer                           | Gavin Van Peperzeel                      |
| 8 juin   | F22, Charm el-Cheikh    | Dur          | 10 000 $    | Mohamed Safwat                           | David Pérez Sanz                         |
| 8 juin   | F5, Pantiani            | Terre battue | 10 000 $    | Marco Bortolotti                         | Caio Silva                               |
| 8 juin   | F1, Hong Kong           | Dur          | 10 000 $    | Chen Ti                                  | Alexander Sarkissian                     |
| 8 juin   | F8, Ramat Gan           | Dur          | 10 000 $    | Sébastien Boltz                          | Amir Weintraub                           |
| 8 juin   | F13, Bergame            | Terre battue | 10 000 $    | Gianluca Naso                            | Alessandro Giannessi                     |
| 8 juin   | F6, Kashiwa             | Dur          | 10 000 $    | Lee Duck-hee                             | Toshihide Matsui                         |
| 8 juin   | F6, Manzanillo          | Dur          | 10 000 $    | Tigre Hank                               | Christopher Díaz Figueroa                |
| 8 juin   | F2, Maputo              | Dur          | 10 000 $    | Lloyd Harris                             | Jeremy Beale                             |
| 8 juin   | F3, Kazan               | Terre battue | 10 000 $    | Vladyslav Manafov                        | Evgeny Elistratov                        |
| 8 juin   | F1, Belgrade            | Terre battue | 10 000 $    | Dmitry Popko                             | Adrian Partl                             |
| 8 juin   | F2, Ljubljana           | Terre battue | 10 000 $    | Edoardo Eremin                           | Pascal Brunner                           |
| 8 juin   | F23, Bursa              | Dur          | 10 000 $    | Yannick Jankovits                        | Roberto Cid                              |
| 15 juin  | F14, Naples             | Terre battue | 15 000 $    | Daniele Giorgini                         | Viktor Galović                           |
| 15 juin  | F1, Alkmaar             | Terre battue | 15 000 $    | Jose Pereira                             | Jean-Marc Werner                         |
| 15 juin  | F4, Kazan               | Terre battue | 15 000 $    | Maxim Dubarenco                          | Anton Desyatnik                          |
| 15 juin  | F4, Bangkok             | Dur          | 15 000 $    | Shuichi Sekiguchi                        | Kento Takeuchi                           |
| 15 juin  | F2, Damme               | Terre battue | 10 000 $    | Oscar Otte                               | Tom Schonenberg                          |
| 15 juin  | F2, Itajaí              | Terre battue | 10 000 $    | Caio Zampieri                            | Thales Turini                            |
| 15 juin  | F2, Bourgas             | Terre battue | 10 000 $    | Yasutaka Uchiyama                        | Dimitar Kuzmanov                         |
| 15 juin  | F23, Charm el-Cheikh    | Dur          | 10 000 $    | David Perez Sanz                         | Mohamed Safwat                           |
| 15 juin  | F10, Mont-de-Marsan     | Terre battue | 10 000 $    | Zhang Zhizhen                            | Adrien Puget                             |
| 15 juin  | F2, Hong Kong           | Dur          | 10 000 $    | Huang Liang-Chi                          | Marcos Giraldi Requena                   |
| 15 juin  | F8, Hyderabad           | Terre battue | 10 000 $    | Sumit Nagal                              | Gustavo Vellbach                         |
| 15 juin  | F9, Ramat Gan           | Dur          | 10 000 $    | Amir Weintraub                           | Sébastien Boltz                          |
| 15 juin  | F7, Akishima            | Moquette     | 10 000 $    | Yusuke Watanuki                          | Hiroyasu Ehara                           |
| 15 juin  | F7, Manzanillo          | Dur          | 10 000 $    | Clay Thompson                            | Lucas Gomez                              |
| 15 juin  | F5, Cluj-Napoca         | Terre battue | 10 000 $    | Maxime Chazal                            | Teodor-Dacian Crăciun                    |
| 15 juin  | F2, Valjevo             | Terre battue | 10 000 $    | Nico Matic                               | Danilo Petrović                          |
| 15 juin  | F3, Litija              | Terre battue | 10 000 $    | Pascal Brunner                           | Martin Blasko                            |
| 15 juin  | F17, Martos             | Dur          | 10 000 $    | Carlos Gomez-Herrera                     | Ricardo Ojeda Lara                       |
| 15 juin  | F24, Istanbul           | Dur          | 10 000 $    | Mārtiņš Podžus                           | Bradley Mousley                          |
| 15 juin  | F17, Buffalo (New York) | Terre battue | 10 000 $    | Kaichi Uchida                            | Maximiliano Estevez                      |
| 15 juin  | F1, Harare              | Dur          | 10 000 $    | Evan King                                | Tyler Hochwalt                           |
| 22 juin  | F3, Richmond            | Dur          | 15 000 $    | Philip Bester                            | Brayden Schnur                           |
| 22 juin  | F8, Zhangjiagang        | Dur          | 15 000 $    | Wu Di                                    | Li Zhe                                   |
| 22 juin  | F4, Pardubice           | Terre battue | 15 000 $    | Artem Smirnov                            | Marek Michalička                         |
| 22 juin  | F11, Toulon             | Terre battue | 15 000 $    | Alexis Musialek                          | Pedro Martínez Portero                   |
| 22 juin  | F2, Bréda               | Terre battue | 15 000 $ +H | Scott Griekspoor                         | Yannik Reuter                            |
| 22 juin  | F18, Palma del Río      | Dur          | 15 000 $ +H | Tom Jomby                                | Roberto Ortega-Olmedo                    |
| 22 juin  | F5, Bangkok             | Dur          | 15 000 $    | Christopher Rungkat                      | Shuichi Sekiguchi                        |
| 22 juin  | F19, Tulsa              | Dur          | 15 000 $    | Darian King                              | Noah Rubin                               |
| 22 juin  | F1, Seefeld             | Terre battue | 10 000 $    | Kirill Dmitriev                          | Dominik Boehler                          |
| 22 juin  | F3, Havré               | Terre battue | 10 000 $    | Marvin Netuschil                         | Maxime Tabatruong                        |
| 22 juin  | F3, Itajaí              | Terre battue | 10 000 $    | Caio Zampieri                            | Thales Turini                            |
| 22 juin  | F3, Blagoevgrad         | Terre battue | 10 000 $    | Ivan Nedelko                             | Grégoire Jacq                            |
| 22 juin  | F3, Hong Kong           | Dur          | 10 000 $    | Huang Liang-chi                          | Hung Jui-Chen                            |
| 22 juin  | F9, Hyderabad           | Dur (int.)   | 10 000 $    | Antoine Escoffier                        | Vishnu Vardhan                           |
| 22 juin  | F15, Basilicanova       | Terre battue | 10 000 $ +H | Maximilian Marterer                      | Tom Kočevar-Desman                       |
| 22 juin  | F8, Sapporo             | Terre battue | 10 000 $    | Yasutaka Uchiyama                        | Sho Katayama                             |
| 22 juin  | F8, Manzanillo          | Dur          | 10 000 $    | Daniel Elahi Galán                       | Felipe Mantilla                          |
| 22 juin  | F6, Sibiu               | Terre battue | 10 000 $    | André Gaspar Murta                       | Michael Linzer                           |
| 22 juin  | F3, Šabac               | Terre battue | 10 000 $    | Miljan Zekić                             | Robin Staněk                             |
| 22 juin  | F25, Istanbul           | Dur          | 10 000 $    | Maxime Janvier                           | Temur Ismailov                           |
| 22 juin  | F18, Rochester          | Terre battue | 10 000 $    | Emilio Gómez                             | Sekou Bangoura                           |
| 22 juin  | F2, Harare              | Dur          | 10 000 $    | Lloyd Harris                             | Tucker Vorster                           |
| 29 juin  | F4, Kelowna             | Dur          | 15 000 $    | Omar Jasika                              | Eric Quigl                               |
| 29 juin  | F9, Jinhua              | Dur          | 15 000 $    | Tournoi non terminé à cause de la pluie. | Tournoi non terminé à cause de la pluie. |
| 29 juin  | F4, Popayán             | Dur          | 15 000 $    | Eduardo Struvay                          | Daniel Elahi Galán                       |
| 29 juin  | F5, Ústí nad Orlicí     | Terre battue | 15 000 $    | Marek Michalička                         | Maximilian Neuchrist                     |
| 29 juin  | F12, Montauban          | Terre battue | 15 000 $ +H | Gleb Sakharov                            | Maxime Teixeira                          |
| 29 juin  | F16, Busto Arsizio      | Terre battue | 15 000 $    | Nik Razboršek                            | Ivo Klec                                 |
| 29 juin  | F3, Zeeland             | Terre battue | 15 000 $    | Jesse Huta Galung                        | Yann Marti                               |
| 29 juin  | F7, Focșani             | Terre battue | 15 000 $    | Laurynas Grigelis                        | Mariano Kestelboim                       |
| 29 juin  | F21, Wichita            | Dur          | 15 000 $    | Sanam Singh                              | Mitchell Krueger                         |
| 29 juin  | F2, Seefeld             | Terre battue | 10 000 $    | Andrea Basso                             | Dmitry Popko                             |
| 29 juin  | F4, Le Coq              | Terre battue | 10 000 $    | Julien Cagnina                           | Maxime Tabatruong                        |
| 29 juin  | F5, Kenn                | Terre battue | 10 000 $    | Florian Fallert                          | Kevin Krawietz                           |
| 29 juin  | F10, Hyderabad          | Dur (int.)   | 10 000 $    | Antoine Escoffier                        | Vishnu Vardhan                           |
| 29 juin  | F19, Bakio              | Dur          | 10 000 $    | Théo Fournerie                           | Juan-Samuel Arauzo-Martinez              |
| 29 juin  | F26, Istanbul           | Dur          | 10 000 $    | Aleksandre Metreveli                     | Maxime Janvier                           |
| 29 juin  | F20, Pittsburgh         | Terre battue | 10 000 $    | Emilio Gómez                             | Mikael Torpegaard                        |
| 29 juin  | F3, Harare              | Dur          | 10 000 $    | Tucker Vorster                           | Evan King                                |

### Juillet
| Date       | Lieu du tournoi      | Surface      | Dotation    | Vainqueur                   | Finaliste                 |
| ---------- | -------------------- | ------------ | ----------- | --------------------------- | ------------------------- |
| 6 juillet  | F5, Cali             | Terre battue | 15 000 $    | Facundo Mena                | Alejandro Gómez           |
| 6 juillet  | F6, Brno             | Terre battue | 15 000 $    | Uladzimir Ignatik           | Jan Mertl                 |
| 6 juillet  | F13, Bourg-en-Bresse | Terre battue | 15 000 $ +H | Jordi Samper-Montaña        | Zhang Zhizhen             |
| 6 juillet  | F6, Frinton          | Gazon        | 15 000 $    | Daniel Evans                | Daniel Smethurst          |
| 6 juillet  | F17, Sassuolo        | Terre battue | 15 000 $    | Alessandro Giannessi        | Gianluca Naso             |
| 6 juillet  | F4, Amstelveen       | Terre battue | 15 000 $    | Yannick Mertens             | Yann Marti                |
| 6 juillet  | F3, Telfs            | Terre battue | 10 000 $    | Marco Bortolotti            | Lenny Hampel              |
| 6 juillet  | F5, Nieuport         | Terre battue | 10 000 $    | Filip Horanský              | Yanais Laurent            |
| 6 juillet  | F6, Sarrelouis       | Terre battue | 10 000 $    | Sebastian Fanselow          | Duje Kekez                |
| 6 juillet  | F8, Pitești          | Terre battue | 10 000 $    | Claudio Fortuna             | Vladyslav Manafov         |
| 6 juillet  | F4, Belgrade         | Terre battue | 10 000 $    | Juan Pablo Paz              | Guillermo Rivera-Aránguiz |
| 6 juillet  | F20, Getxo           | Terre battue | 10 000 $    | Alexander Ward              | Pedro Martínez Portero    |
| 6 juillet  | F27, Istanbul        | Dur          | 10 000 $    | Aleksandre Metreveli        | Egor Gerasimov            |
| 13 juillet | F10, Xi'an           | Dur          | 15 000 $    | Li Zhe                      | Zhang Ze                  |
| 13 juillet | F14, Saint-Gervais   | Terre battue | 15 000 $    | Jonathan Eysseric           | Maxime Chazal             |
| 13 juillet | F7, Cassel           | Terre battue | 15 000 $ +H | Oriol Roca Batalla          | Peter Torebko             |
| 13 juillet | F7, Felixstowe       | Gazon        | 15 000 $    | Daniel Evans                | Daniel Cox                |
| 13 juillet | F18, Modène          | Terre battue | 15 000 $    | Andrea Collarini            | Francisco Bahamonde       |
| 13 juillet | F4, Kramsach         | Terre battue | 10 000 $ +H | Daniel Brands               | Tom Kočevar-Desman        |
| 13 juillet | F6, Knokke           | Terre battue | 10 000 $    | Omar Salman                 | Julien Dubail             |
| 13 juillet | F9, Castelo Branco   | Dur          | 10 000 $    | Georgi Rumenov Payakov      | Soren Hess-Olesen         |
| 13 juillet | F9, Curtea de Argeș  | Terre battue | 10 000 $    | Riccardo Bonadio            | Petru-Alexandru Luncanu   |
| 13 juillet | F5, Belgrade         | Terre battue | 10 000 $    | Maxime Janvier              | João Pedro Sorgi          |
| 13 juillet | F21, Gandia          | Terre battue | 10 000 $    | Bernabé Zapata Miralles     | Albert Alcaraz Ivorra     |
| 13 juillet | F28, Ankara          | Terre battue | 10 000 $    | Ivan Nedelko                | Vasko Mladenov            |
| 20 juillet | F5, Vancouver        | Dur          | 15 000 $    | Andre Dome                  | Matt Reid                 |
| 20 juillet | F11, Xi'an           | Dur          | 15 000 $    | Li Zhe                      | He Yecong                 |
| 20 juillet | F1, Dublin           | Moquette     | 15 000 $    | Daniel Smethurst            | Lloyd Glasspool           |
| 20 juillet | F22, Godfrey         | Dur          | 15 000 $    | Michael Mmoh                | Jared Hiltzik             |
| 20 juillet | F5, Bad Waltersdorf  | Terre battue | 10 000 $    | Michal Konečný              | Nicola Ghedin             |
| 20 juillet | F7, Duinbergen       | Terre battue | 10 000 $    | Julien Cagnina              | Joris De Loore            |
| 20 juillet | F15, Troyes          | Terre battue | 10 000 $    | Maxime Tabatruong           | Adrien Puget              |
| 20 juillet | F8, Trèves           | Terre battue | 10 000 $    | Maximilian Neuchrist        | Jan Choinski              |
| 20 juillet | F1, Vilnius          | Terre battue | 10 000 $    | Laurynas Grigelis           | Ronald Slobodchikov       |
| 20 juillet | F10, Castelo Branco  | Dur          | 10 000 $    | Pablo Vivero González       | Benjamin Bonzi            |
| 20 juillet | F10, Pitești         | Terre battue | 10 000 $    | Filip Horanský              | Dragoș Dima               |
| 20 juillet | F6, Belgrade         | Terre battue | 10 000 $    | Maxime Chazal               | Miki Janković             |
| 20 juillet | F2, Slovenská Ľupča  | Terre battue | 10 000 $    | Peter Nagy                  | Petr Michnev              |
| 20 juillet | F22, Dénia           | Terre battue | 10 000 $    | Oriol Roca Batalla          | Albert Alcaraz Ivorra     |
| 20 juillet | F29, Ankara          | Terre battue | 10 000 $    | Aldin Šetkić                | Daniele Capecchi          |
| 27 juillet | F8, Westende         | Dur          | 15 000 $    | Joran Vliegen               | Julien Cagnina            |
| 27 juillet | F6, Saskatoon        | Dur          | 15 000 $    | Matt Reid                   | Aleksandar Vukic          |
| 27 juillet | F6, Medellín         | Terre battue | 15 000 $    | Eduardo Struvay             | Jose Pereira              |
| 27 juillet | F16, Ajaccio         | Dur          | 15 000 $ +H | David Guez                  | Alexandre Sidorenko       |
| 27 juillet | F20, Pontedera       | Terre battue | 15 000 $    | Lorenzo Giustino            | Gianluca Mager            |
| 27 juillet | F23, Edwardsville    | Dur          | 15 000 $    | Evan King                   | Clay Thompson             |
| 27 juillet | F6, Wels             | Terre battue | 10 000 $    | Tom Kočevar-Desman          | Maxime Chazal             |
| 27 juillet | F24, Charm el-Cheikh | Dur          | 10 000 $    | Alessandro Bega             | Riccardo Bonadio          |
| 27 juillet | F1, Pärnu            | Terre battue | 10 000 $    | Gerard Granollers           | Vladimir Ivanov           |
| 27 juillet | F9, Essen            | Terre battue | 10 000 $    | Christopher Heyman          | Tom Schonenberg           |
| 27 juillet | F11, Castelo Branco  | Dur          | 10 000 $    | Pablo Vivero González       | Jorge Hernando-Ruano      |
| 27 juillet | F7, Sombor           | Terre battue | 10 000 $    | Gavin Van Peperzeel         | Luka Ilić                 |
| 27 juillet | F3, Piešťany         | Terre battue | 10 000 $    | Uladzimir Ignatik           | Filip Horanský            |
| 27 juillet | F23, Xàtiva          | Terre battue | 10 000 $    | José Checa-Calvo            | Johan Tatlot              |
| 27 juillet | F16, Tunis           | Terre battue | 10 000 $    | Cristóbal Saavedra-Corvalan | Tomislav Jotovski         |
| 27 juillet | F30, Erzurum         | Dur          | 10 000 $    | Alexander Igoshin           | Bradley Mousley           |

### Août
| Date    | Lieu du tournoi           | Surface             | Dotation    | Vainqueur               | Finaliste              |
| ------- | ------------------------- | ------------------- | ----------- | ----------------------- | ---------------------- |
| 3 août  | F12, Fuzhou               | Dur                 | 15 000 $    | Bai Yan                 | Arata Onozawa          |
| 3 août  | F7, Bucaramanga           | Terre battue        | 15 000 $    | Nicolás Barrientos      | Jose Pereira           |
| 3 août  | F21, Bolzano              | Terre battue        | 15 000 $    | Salvatore Caruso        | Marco Bortolotti       |
| 3 août  | F5, Moscou                | Terre battue        | 15 000 $    | Marc Giner              | Anton Galkin           |
| 3 août  | F6, Bangkok               | Dur                 | 15 000 $    | Jordan Thompson         | Chen Ti                |
| 3 août  | F24, Decatur              | Dur                 | 15 000 $    | Luke Saville            | Kevin King             |
| 3 août  | F9, Eupen                 | Terre battue        | 10 000 $    | ' Oscar Otte            | Joris De Loore         |
| 3 août  | F25, Charm el-Cheikh      | Dur                 | 10 000 $    | Alexander Ward          | Alessandro Bega        |
| 3 août  | F1, Vierumäki             | Terre battue        | 10 000 $    | Alexander Vasilenko     | Tallon Griekspoor      |
| 3 août  | F10, Wetzlar              | Terre battue        | 10 000 $    | Hugo Dellien            | Jan Choinski           |
| 3 août  | F1, Jurmala               | Terre battue        | 10 000 $    | Mikelis Libietis        | Fred Simonsson         |
| 3 août  | F4, Trnava                | Terre battue        | 10 000 $    | Martin Blasko           | Tomislav Ternar        |
| 3 août  | F24, Orense               | Dur                 | 10 000 $    | David Vega Hernández    | Ricardo Ojeda Lara     |
| 3 août  | F17, Tunis                | Terre battue        | 10 000 $    | Tak Khunn Wang          | Anis Ghorbel           |
| 3 août  | F31, Istanbul             | Dur                 | 10 000 $    | Aleksandre Metreveli    | Jordi Vives            |
| 10 août | F8, Buenos Aires          | Terre battue        | 15 000 $    | Hernán Casanova         | Juan Ignacio Galarza   |
| 10 août | F1, Minsk                 | Dur                 | 15 000 $    | Denys Molchanov         | Egor Gerasimov         |
| 10 août | F13, Putian               | Dur                 | 15 000 $    | Lee Duck-hee            | Wu Di                  |
| 10 août | F22, Appiano              | Terre battue        | 15 000 $ +H | Federico Gaio           | Francisco Bahamonde    |
| 10 août | F12, Iași                 | Terre battue        | 15 000 $    | Gerard Granollers       | Laurynas Grigelis      |
| 10 août | F6, Moscou                | Terre battue        | 15 000 $    | Alexey Vatutin          | Marc Giner             |
| 10 août | F7, Bangkok               | Dur                 | 15 000 $    | Jordan Thompson         | Chen Ti                |
| 10 août | F25, Champaign            | Dur                 | 15 000 $    | Kevin King              | Richard Gabb           |
| 10 août | F7, Innsbruck             | Terre battue        | 10 000 $    | Pascal Brunner          | Riccardo Sinicropi     |
| 10 août | F10, Coxyde               | Terre battue        | 10 000 $    | Romain Barbosa          | Joris De Loore         |
| 10 août | F26, Charm el-Cheikh      | Dur                 | 10 000 $    | Marko Tepavac           | Alexander Ward         |
| 10 août | F2, Hyvinkää              | Terre battue        | 10 000 $    | Gonzalo Lama            | Sam Barry              |
| 10 août | F11, Friedberg            | Terre battue        | 10 000 $    | Yannick Hanfmann        | Gavin Van Peperzeel    |
| 10 août | F3, Gimcheon              | Dur                 | 10 000 $    | Na Jung-Woong           | Chung Yunseong         |
| 10 août | F1, Koszalin              | Terre battue        | 10 000 $    | Michal Schmid           | Maciej Rajski          |
| 10 août | F8, Novi Sad              | Terre battue        | 10 000 $    | Alessandro Luisi        | Yanais Laurent         |
| 10 août | F25, Béjar                | Dur                 | 10 000 $ +H | Pablo Vivero Gonzalez   | David Vega Hernández   |
| 10 août | F18, Tunis                | Terre battue        | 10 000 $    | Omar Giacalone          | David Perez Sanz       |
| 10 août | F32, Sakarya              | Dur                 | 10 000 $    | Yannick Jankovits       | Grégoire Jacq          |
| 17 août | F2, Minsk                 | Dur                 | 15 000 $    | Sébastien Boltz         | Amir Weintraub         |
| 17 août | F4, Belém                 | Dur                 | 15 000 $ +H | Carlos Eduardo Severino | Daniel Dutra da Silva  |
| 17 août | F1, Kaohsiung             | Dur                 | 15 000 $    | Yang Tsung-hua          | Bai Yan                |
| 17 août | F23, Este                 | Terre battue        | 15 000 $ +H | Francisco Bahamonde     | Orlando Luz            |
| 17 août | F5, Oldenzaal             | Terre battue        | 15 000 $    | Gianluigi Quinzi        | Jesse Huta Galung      |
| 17 août | F2, Bydgoszcz             | Terre battue        | 15 000 $    | Axel Michon             | Marcin Gawron          |
| 17 août | F9, Chaco                 | Terre battue        | 10 000 $    | Juan Ignacio Galarza    | Patricio Heras         |
| 17 août | F8, Vogau                 | Terre battue        | 10 000 $    | Dmitry Popko            | Sebastian Ofner        |
| 17 août | F11, Jupille-sur-Meuse    | Terre battue        | 10 000 $    | Clément Geens           | Christopher Heyman     |
| 17 août | F27, Charm el-Cheikh      | Dur                 | 10 000 $    | Lloyd Harris            | Daniel Cox             |
| 17 août | F3, Helsinki              | Terre battue        | 10 000 $    | Lennert Van Der Linden  | Maxime Janvier         |
| 17 août | F12, Karlsruhe            | Terre battue        | 10 000 $    | Javier Martí            | Sandro Ehrat           |
| 17 août | F4, Gimcheon              | Dur                 | 10 000 $    | Yusuke Watanuki         | Na Jung-Woong          |
| 17 août | F13, Mediaș               | Terre battue        | 10 000 $    | Laurynas Grigelis       | Dragos Dima            |
| 17 août | F9, Novi Sad              | Terre battue        | 10 000 $    | Antonio Massara         | Miki Janković          |
| 17 août | F26, Vigo                 | Terre battue        | 10 000 $    | Ricardo Ojeda Lara      | Juan Lizariturry       |
| 17 août | F3, Genève                | Terre battue        | 10 000 $    | Roberto Marcora         | Nikola Milojević       |
| 17 août | F19, El-Kantaoui          | Dur                 | 10 000 $    | Dimitar Kuzmanov        | Ivan Nedelko           |
| 17 août | F33, Izmir                | Dur                 | 10 000 $    | Benjamin Bonzi          | Cem İlkel              |
| 24 août | F5, São José do Rio Preto | Terre battue        | 15 000 $    | Carlos Eduardo Severino | Daniel Dutra da Silva  |
| 24 août | F7, Winnipeg              | Dur                 | 15 000 $    | Gonzalo Escobar         | Fritz Wolmarans        |
| 24 août | F2, Kaohsiung             | Dur                 | 15 000 $    | Bai Yan                 | Yang Tsung-hua         |
| 24 août | F1, Libreville            | Dur                 | 15 000 $    | Tucker Vorster          | Jaime Pulgar-García    |
| 24 août | F24, Piombino             | Dur                 | 15 000 $    | Quentin Halys           | Edoardo Eremin         |
| 24 août | F6, Rotterdam             | Terre battue        | 15 000 $    | Constant Lestienne      | Alexey Vatutin         |
| 24 août | F3, Poznań                | Terre battue        | 15 000 $    | Axel Michon             | Marek Michalička       |
| 24 août | F10, Misiones             | Terre battue        | 10 000 $ +H | Patricio Heras          | Michel Vernier         |
| 24 août | F9, Pörtschach            | Terre battue        | 10 000 $    | Bastian Trinker         | Lucas Miedler          |
| 24 août | F12, Ostende              | Terre battue        | 10 000 $    | Gonzalo Lama            | Marvin Netuschil       |
| 24 août | F28, Charm el-Cheikh      | Dur                 | 10 000 $    | Yannick Jankovits       | Libor Salaba           |
| 24 août | F13, Überlingen           | Terre battue        | 10 000 $    | Daniel Masur            | Laslo Urrutia Fuentes  |
| 24 août | F11, Chennai              | Dur                 | 10 000 $    | Sumit Nagal             | Ronit Singh Bisht      |
| 24 août | F10, Ashkelon             | Dur                 | 10 000 $    | Eric James Johnson      | Peter Kobelt           |
| 24 août | F5, Gimcheon              | Dur                 | 10 000 $    | Chung Hong              | Cho Min Hyeok          |
| 24 août | F14, Bucarest             | Terre battue        | 10 000 $    | Carlos Boluda-Purkiss   | Mario Vilella Martinez |
| 24 août | F10, Subotica             | Terre battue        | 10 000 $    | Václav Šafránek         | Marco Bortolotti       |
| 24 août | F4, Sion                  | Terre battue        | 10 000 $    | Steven Diez             | Federico Coria         |
| 24 août | F20, El-Kantaoui          | Dur                 | 10 000 $    | Dimitar Kuzmanov        | David Perez Sanz       |
| 24 août | F34, Antalya              | Dur                 | 10 000 $    | Michal Konečný          | Miliaan Niesten        |
| 31 août | F13, Arlon                | Terre battue        | 15 000 $ +H | Goncalo Oliveira        | Clément Geens          |
| 31 août | F8, Calgary               | Dur                 | 15 000 $    | Frank Dancevic          | Gonzalo Escobar        |
| 31 août | F2, Libreville            | Dur                 | 15 000 $    | Nicolaas Scholtz        | Javier Pulgar-García   |
| 31 août | F8, Roehampton            | Dur                 | 15 000 $    | Quentin Halys           | Daniel Evans           |
| 31 août | F7, Vsevolojsk            | Terre battue        | 15 000 $    | Mikhail Elgin           | Alexey Vatutin         |
| 31 août | F10, Sankt Pölten         | Terre battue        | 10 000 $    | Dennis Novak            | Pascal Brunner         |
| 31 août | F14, Bol                  | Terre battue        | 10 000 $    | Alexander Ward          | Miki Janković          |
| 31 août | F29, Charm el-Cheikh      | Dur                 | 10 000 $    | Libor Salaba            | Alessandro Bega        |
| 31 août | F12, Chennai              | Dur                 | 10 000 $    | Jeevan Nedunchezhiyan   | Prajnesh Gunneswaran   |
| 31 août | F7, Téhéran               | Terre battue        | 10 000 $    | Maxime Janvier          | Toni Androić           |
| 31 août | F11, Kiryat Gat           | Dur                 | 10 000 $    | Michael Geerts          | Evan Song              |
| 31 août | F25, Duino-Aurisina       | Terre battue        | 10 000 $    | Riccardo Bellotti       | Francesco Picco        |
| 31 août | F6, Ansung                | Terre battue (int.) | 10 000 $    | Cho Min Hyeok           | Na Jung-Woong          |
| 31 août | F4, Bytom                 | Terre battue        | 10 000 $    | Bastian Malla           | Pawel Cias             |
| 31 août | F15, Brașov               | Terre battue        | 10 000 $    | Victor Crivoi           | Teodor-Dacian Crăciun  |
| 31 août | F5, Lausanne              | Terre battue        | 10 000 $    | Roberto Marcora         | Cristian Villagrán     |
| 31 août | F21, El-Kantaoui          | Dur                 | 10 000 $    | David Perez Sanz        | Thibault Venturino     |
| 31 août | F35, Antalya              | Dur                 | 10 000 $    | Hiroyasu Ehara          | Peđa Krstin            |

### Septembre
| Date         | Lieu du tournoi               | Surface             | Dotation    | Vainqueur                 | Finaliste             |
| ------------ | ----------------------------- | ------------------- | ----------- | ------------------------- | --------------------- |
| 7 septembre  | F9, Toronto                   | Terre battue        | 15 000 $    | Frank Dancevic            | Tennys Sandgren       |
| 7 septembre  | F17, Bagnères-de-Bigorre      | Dur                 | 15 000 $ +H | Niels Desein              | Grégoire Barrère      |
| 7 septembre  | F9, Nottingham                | Dur                 | 15 000 $    | Daniel Evans              | Daniel Cox            |
| 7 septembre  | F8, Vsevolojsk                | Terre battue        | 15 000 $    | Mikhail Elgin             | Egor Gerasimov        |
| 7 septembre  | F28, Oviedo                   | Terre battue        | 15 000 $ +H | Adrien Puget              | Albert Alcaraz Ivorra |
| 7 septembre  | F11, Buenos Aires             | Terre battue        | 10 000 $    | Hernán Casanova           | Maximiliano Estevez   |
| 7 septembre  | F14, Middelkerke              | Terre battue        | 10 000 $    | Jeremy Jahn               | Joran Vliegen         |
| 7 septembre  | F1, Santa Cruz                | Terre battue        | 10 000 $    | Thales Turini             | Alexandre Tsuchiya    |
| 7 septembre  | F15, Bol                      | Terre battue        | 10 000 $    | Marcelo Zormann           | Miki Janković         |
| 7 septembre  | F30, Le Caire                 | Terre battue        | 10 000 $    | Bastian Trinker           | Mohamed Safwat        |
| 7 septembre  | F13, Coimbatore               | Dur                 | 10 000 $    | Ramkumar Ramanathan       | Ouyang Bowen          |
| 7 septembre  | F8, Téhéran                   | Terre battue        | 10 000 $    | Maxime Janvier            | Matteo Marfia         |
| 7 septembre  | F12, Meitar                   | Dur                 | 10 000 $    | Michael Geerts            | Stefano Napolitano    |
| 7 septembre  | F26, Santa Margherita di Pula | Terre battue        | 10 000 $    | Lorenzo Sonego            | Daniel Altmaier       |
| 7 septembre  | F7, Ansung                    | Terre battue (int.) | 10 000 $    | Song Min-Kyu              | Kim Cheong-Eui        |
| 7 septembre  | F5, Ślęża                     | Dur                 | 10 000 $    | Hubert Hurkacz            | Robin Staněk          |
| 7 septembre  | F11, Zlatibor                 | Terre battue        | 10 000 $    | Danilo Petrović           | Nico Matic            |
| 7 septembre  | F22, El-Kantaoui              | Dur                 | 10 000 $    | Remi Boutillier           | Francesco Vilardo     |
| 7 septembre  | F36, Antalya                  | Dur                 | 10 000 $    | Matija Pecotic            | Matteo Berrettini     |
| 14 septembre | F10, Toronto                  | Dur                 | 15 000 $    | Frank Dancevic            | Sanam Singh           |
| 14 septembre | F18, Mulhouse                 | Dur (int.)          | 15 000 $ +H | Grégoire Barrère          | David Guez            |
| 14 septembre | F12, Santa Fe                 | Terre battue        | 10 000 $    | Matias Zukas              | João Pedro Sorgi      |
| 14 septembre | F2, La Paz                    | Terre battue        | 10 000 $    | Mauricio Echazú           | Alejandro Mendoza     |
| 14 septembre | F16, Bol                      | Terre battue        | 10 000 $    | Miki Janković             | Tomislav Ternar       |
| 14 septembre | F31, Le Caire                 | Terre battue        | 10 000 $    | Mohamed Safwat            | Bastian Trinker       |
| 14 septembre | F14, Chennai                  | Dur                 | 10 000 $    | N. Vijay Sundar Prashanth | Sidharth Rawat        |
| 14 septembre | F9, Téhéran                   | Terre battue        | 10 000 $    | Ivan Nedelko              | Leon Schütt           |
| 14 septembre | F27, Santa Margherita di Pula | Terre battue        | 10 000 $    | Gianluca Mager            | Yannick Maden         |
| 14 septembre | F12, Niš                      | Terre battue        | 10 000 $    | Danilo Petrović           | Scott Griekspoor      |
| 14 septembre | F29, Madrid                   | Dur                 | 10 000 $    | Andrés Artuñedo           | Jaime Pulgar-García   |
| 14 septembre | F23, El-Kantaoui              | Dur                 | 10 000 $    | Patrik Fabian             | Antoine Bellier       |
| 14 septembre | F37, Antalya                  | Dur                 | 10 000 $    | Tom Jomby                 | Alexander Boborykin   |
| 14 septembre | F26, Claremont                | Dur                 | 10 000 $    | Deiton Baughman           | Mackenzie McDonald    |
| 21 septembre | F11, Markham                  | Dur (int.)          | 15 000 $    | Sanam Singh               | Frank Dancevic        |
| 21 septembre | F32, Le Caire                 | Terre battue        | 15 000 $    | Adrien Puget              | Mohamed Safwat        |
| 21 septembre | F19, Plaisir                  | Dur (int.)          | 15 000 $ +H | Maxime Authom             | Jeremy Jahn           |
| 21 septembre | F30, Séville                  | Terre battue        | 15 000 $    | Arthur De Greef           | Rafael Camilo         |
| 21 septembre | F4, Falun                     | Dur (int.)          | 15 000 $    | Markus Eriksson           | Adrian Sikora         |
| 21 septembre | F13, La Rioja                 | Terre battue        | 10 000 $    | Maximiliano Estevez       | Juan Pablo Paz        |
| 21 septembre | F3, Cochabamba                | Terre battue        | 10 000 $    | Manuel Sánchez            | Federico Zeballos     |
| 21 septembre | F17, Bol                      | Terre battue        | 10 000 $    | Tomas Lipovsek Puches     | Miki Janković         |
| 21 septembre | F15, Madurai                  | Dur                 | 10 000 $    | Sumit Nagal               | Vishnu Vardhan        |
| 21 septembre | F28, Santa Margherita di Pula | Terre battue        | 10 000 $    | Stefano Travaglia         | Filippo Leonardi      |
| 21 septembre | F13, Sokobanja                | Terre battue        | 10 000 $    | Danilo Petrović           | Scott Griekspoor      |
| 21 septembre | F24, El-Kantaoui              | Dur                 | 10 000 $    | Nikola Milojević          | Jannis Kahlke         |
| 21 septembre | F38, Antalya                  | Dur                 | 10 000 $    | Edoardo Eremin            | Peter Heller          |
| 21 septembre | F27, Costa Mesa               | Dur                 | 10 000 $    | Ryan Shane                | Ernesto Escobedo      |
| 28 septembre | F6, Alice Springs             | Dur                 | 15 000 $ +H | Robin Staněk              | Li Zhe                |
| 28 septembre | F12, Oliveira de Azeméis      | Dur                 | 15 000 $    | Pablo Vivero González     | Hubert Hurkacz        |
| 28 septembre | F5, Danderyd                  | Dur (int.)          | 15 000 $    | Joe Salisbury             | Mikael Ymer           |
| 28 septembre | F14, San Juan                 | Terre battue        | 10 000 $    | Francisco Bahamonde       | Juan Pablo Paz        |
| 28 septembre | F18, Solin                    | Terre battue        | 10 000 $    | Vaclav Safranek           | Dušan Lojda           |
| 28 septembre | F33, Charm el-Cheikh          | Dur                 | 10 000 $    | Jaroslav Pospíšil         | Gleb Sakharov         |
| 28 septembre | F20, Forbach                  | Moquette            | 10 000 $    | Jan Choinski              | Ugo Humbert           |
| 28 septembre | F14, Hambach                  | Moquette            | 10 000 $    | Maximilian Marterer       | Marc Sieber           |
| 28 septembre | F29, Santa Margherita di Pula | Terre battue        | 10 000 $    | Arthur De Greef           | Antonio Massara       |
| 28 septembre | F31, Sabadell                 | Terre battue        | 10 000 $    | Marc Giner                | Gerard Granollers     |
| 28 septembre | F25, El-Kantaoui              | Dur                 | 10 000 $    | Evan Hoyt                 | Kevin Griekspoor      |
| 28 septembre | F39, Antalya                  | Dur                 | 10 000 $    | Liam Broady               | Luke Bambridge        |
| 28 septembre | F4, Tcherkassy                | Terre battue        | 10 000 $    | Bastian Malla             | Stijn Meulemans       |
| 28 septembre | F28, Laguna Niguel            | Dur                 | 10 000 $    | Nicolaas Scholtz          | Wil Spencer           |

### Octobre
| Date       | Lieu du tournoi               | Surface             | Dotation    | Vainqueur                 | Finaliste              |
| ---------- | ----------------------------- | ------------------- | ----------- | ------------------------- | ---------------------- |
| 5 octobre  | F7, Cairns                    | Dur                 | 15 000 $    | Finn Tearney              | Alex Bolt              |
| 5 octobre  | F21, Nevers                   | Dur (int.)          | 15 000 $ +H | Jan Mertl                 | Grégoire Barrère       |
| 5 octobre  | F5, Chimkent                  | Terre battue        | 15 000 $    | Aleksandre Metreveli      | Ivan Gakhov            |
| 5 octobre  | F1, Manille                   | Terre battue (int.) | 15 000 $    | Makoto Ochi               | Kento Takeuchi         |
| 5 octobre  | F13, Porto                    | Terre battue        | 15 000 $    | Arthur De Greef           | João Domingues         |
| 5 octobre  | F29, Mansfield                | Dur                 | 15 000 $    | Cameron Norrie            | Alexios Halebian       |
| 5 octobre  | F6, Santiago                  | Terre battue        | 10 000 $    | Guillermo Rivera-Aránguiz | Jorge Aguilar          |
| 5 octobre  | F34, Charm el-Cheikh          | Dur                 | 10 000 $    | Gleb Sakharov             | Jaroslav Pospíšil      |
| 5 octobre  | F15, Leimen                   | Dur (int.)          | 10 000 $    | Mats Moraing              | Jan Choinski           |
| 5 octobre  | F30, Santa Margherita di Pula | Terre battue        | 10 000 $    | Matteo Berrettini         | Andrea Basso           |
| 5 octobre  | F32, Sant Cugat del Vallès    | Terre battue        | 10 000 $    | Steven Diez               | Marcos Giraldi Requena |
| 5 octobre  | F26, El-Kantaoui              | Dur                 | 10 000 $    | Roberto Ortega-Olmedo     | Tallon Griekspoor      |
| 5 octobre  | F40, Antalya                  | Dur                 | 10 000 $    | Tim van Rijthoven         | Ramkumar Ramanathan    |
| 5 octobre  | F5, Tcherkassy                | Terre battue        | 10 000 $    | Ivan Nedelko              | Vladimir Uzhylovsky    |
| 12 octobre | F8, Toowoomba                 | Dur                 | 15 000 $    | Robin Staněk              | Finn Tearney           |
| 12 octobre | F3, Minsk                     | Dur (int.)          | 15 000 $    | Dzmitry Zhyrmont          | Stefan Kozlov          |
| 12 octobre | F22, Saint-Dizier             | Dur (int.)          | 15 000 $    | Niels Desein              | Peter Kobelt           |
| 12 octobre | F6, Chimkent                  | Terre battue        | 15 000 $    | Dmitry Popko              | Aleksandre Metreveli   |
| 12 octobre | F2, Manille                   | Terre battue (int.) | 15 000 $    | Enrique López-Pérez       | Kento Takeuchi         |
| 12 octobre | F30, Houston                  | Dur                 | 15 000 $    | Michael Mmoh              | Lucas Gomez            |
| 12 octobre | F7, Rancagua                  | Terre battue        | 10 000 $    | Gonzalo Lama              | Nico Matic             |
| 12 octobre | F35, Charm el-Cheikh          | Dur                 | 10 000 $    | Gleb Sakharov             | Jamie Whiteford        |
| 12 octobre | F16, Bad Salzdetfurth         | Moquette            | 10 000 $    | Matthias Wunner           | Andriej Kapaś          |
| 12 octobre | F7, Héraklion                 | Dur                 | 10 000 $    | Lloyd Glasspool           | Miki Janković          |
| 12 octobre | F13, Tel Aviv                 | Dur                 | 10 000 $    | Tom Jomby                 | Julien Dubail          |
| 12 octobre | F31, Santa Margherita di Pula | Terre battue        | 10 000 $    | Ljubomir Celebic          | Omar Giacalone         |
| 12 octobre | F33, Madrid                   | Dur                 | 10 000 $    | Roberto Ortega-Olmedo     | Carlos Gomez-Herrera   |
| 12 octobre | F27, El-Kantaoui              | Dur                 | 10 000 $    | Yannick Jankovits         | Evan Hoyt              |
| 12 octobre | F41, Antalya                  | Dur                 | 10 000 $    | Kirill Dmitriev           | Alex Molčan            |
| 12 octobre | F6, Tcherkassy                | Terre battue        | 10 000 $    | Ivan Nedelko              | Vasko Mladenov         |
| 19 octobre | F9, Brisbane                  | Dur                 | 15 000 $    | Gavin Van Peperzeel       | Luke Saville           |
| 19 octobre | F4, Minsk                     | Dur (int.)          | 15 000 $    | Stefan Kozlov             | Dzmitry Zhyrmont       |
| 19 octobre | F23, Rodez                    | Dur (int.)          | 15 000 $ +H | Lorenzo Giustino          | Grégoire Barrère       |
| 19 octobre | F36, Charm el-Cheikh          | Dur                 | 10 000 $    | Richard Gabb              | Pawel Cias             |
| 19 octobre | F17, Oberhaching              | Dur (int.)          | 10 000 $    | Jeremy Jahn               | Robin Kern             |
| 19 octobre | F8, Héraklion                 | Dur                 | 10 000 $    | Vaclav Safranek           | Steven Diez            |
| 19 octobre | F14, Ramat Ha-Sharon          | Dur                 | 10 000 $    | Roberto Marcora           | Julien Dubail          |
| 19 octobre | F32, Santa Margherita di Pula | Terre battue        | 10 000 $    | Lorenzo Sonego            | George Von Massow      |
| 19 octobre | F1, Oslo                      | Dur (int.)          | 10 000 $    | Scott Griekspoor          | Daniel Appelgren       |
| 19 octobre | F34, Melilla                  | Dur                 | 10 000 $    | Alexander Ward            | Roberto Ortega-Olmedo  |
| 19 octobre | F28, El-Kantaoui              | Dur                 | 10 000 $    | David Perez Sanz          | Jonathan Kanar         |
| 19 octobre | F42, Antalya                  | Dur                 | 10 000 $    | Dimitar Kuzmanov          | Mate Delić             |
| 26 octobre | F8, Bogota                    | Terre battue        | 15 000 $    | Daniel Elahi Galán        | Cristian Rodríguez     |
| 26 octobre | F1, Maracaibo                 | Dur                 | 15 000 $    | Peđa Krstin               | Luis David Martínez    |
| 26 octobre | F6, Porto Alegre              | Terre battue        | 10 000 $    | Carlos Eduardo Severino   | Marcelo Zormann        |
| 26 octobre | F37, Charm el-Cheikh          | Dur                 | 10 000 $    | Frederico Ferreira Silva  | Marko Tepavac          |
| 26 octobre | F2, Tartu                     | Moquette            | 10 000 $    | Antal van der Duim        | Evgeny Karlovskiy      |
| 26 octobre | F18, Ismaning                 | Moquette            | 10 000 $    | Aldin Šetkić              | Johannes Haerteis      |
| 26 octobre | F9, Héraklion                 | Dur                 | 10 000 $    | Steven Diez               | Stefanos Tsitsipas     |
| 26 octobre | F15, Tel Aviv                 | Dur                 | 10 000 $    | Edan Leshem               | Lennert Van Der Linden |
| 26 octobre | F33, Santa Margherita di Pula | Terre battue        | 10 000 $    | Gianluca Mager            | Lorenzo Sonego         |
| 26 octobre | F2, Oslo                      | Dur (int.)          | 10 000 $    | Scott Griekspoor          | Viktor Durasovic       |
| 26 octobre | F29, El-Kantaoui              | Dur                 | 10 000 $    | David Perez Sanz          | Dmitry Popko           |
| 26 octobre | F43, Antalya                  | Dur                 | 10 000 $    | Yannik Reuter             | Cem İlkel              |

### Novembre
| Date        | Lieu du tournoi                | Surface      | Dotation | Vainqueur                | Finaliste                  |
| ----------- | ------------------------------ | ------------ | -------- | ------------------------ | -------------------------- |
| 2 novembre  | F9, Valledupar                 | Dur          | 15 000 $ | Tigre Hank               | Marcelo Tomas Barrios Vera |
| 2 novembre  | F10, Tipton                    | Dur (int.)   | 15 000 $ | Neil Pauffley            | Lloyd Glasspool            |
| 2 novembre  | F2, Maracay                    | Dur          | 15 000 $ | Peđa Krstin              | Agustín Velotti            |
| 2 novembre  | F7, Santa Maria                | Terre battue | 10 000 $ | Joao Menezes             | Orlando Luz                |
| 2 novembre  | F38, Charm el-Cheikh           | Dur          | 10 000 $ | Marko Tepavac            | Frederico Ferreira Silva   |
| 2 novembre  | F3, Tallinn                    | Dur (int.)   | 10 000 $ | Dzmitry Zhyrmont         | Clément Geens              |
| 2 novembre  | F10, Héraklion                 | Dur          | 10 000 $ | Eric James Johnson       | Tim van Rijthoven          |
| 2 novembre  | F34, Santa Margherita di Pula  | Terre battue | 10 000 $ | Francesco Picco          | Edoardo Eremin             |
| 2 novembre  | F3, Oslo                       | Dur (int.)   | 10 000 $ | Carl Soderlund           | Sander Gillé               |
| 2 novembre  | F1, Stellenbosch               | Dur          | 10 000 $ | Nicolaas Scholtz         | Pascal Brunner             |
| 2 novembre  | F30, El-Kantaoui               | Dur          | 10 000 $ | Bernabé Zapata Miralles  | Anis Ghorbel               |
| 2 novembre  | F44, Antalya                   | Terre battue | 10 000 $ | Tomislav Brkić           | Gibril Diarra              |
| 2 novembre  | F31, Birmingham                | Terre battue | 10 000 $ | Evan King                | Bastian Trinker            |
| 9 novembre  | F10, Wollongong                | Dur          | 15 000 $ | Benjamin Mitchell        | Sebastian Fanselow         |
| 9 novembre  | F8, Campos do Jordão           | Dur          | 15 000 $ | Caio Zampieri            | Fernando Romboli           |
| 9 novembre  | F11, Bath                      | Dur (int.)   | 15 000 $ | Filip Peliwo             | Mats Moraing               |
| 9 novembre  | F3, Île de Margarita           | Dur          | 15 000 $ | Darian King              | Peđa Krstin                |
| 9 novembre  | F39, Charm el-Cheikh           | Dur          | 10 000 $ | Frederico Ferreira Silva | Marko Tepavac              |
| 9 novembre  | F4, Pärnu                      | Dur (int.)   | 10 000 $ | Petr Michnev             | Antal van der Duim         |
| 9 novembre  | F11, Héraklion                 | Dur          | 10 000 $ | Tim van Rijthoven        | Gonzales Austin            |
| 9 novembre  | F1, Meshref                    | Dur          | 10 000 $ | Lennert Van Der Linden   | Hugo Grenier               |
| 9 novembre  | F4, Casablanca                 | Terre battue | 10 000 $ | Stefano Travaglia        | Maxime Chazal              |
| 9 novembre  | F2, Stellenbosch               | Dur          | 10 000 $ | Lucas Miedler            | Lloyd Harris               |
| 9 novembre  | F31, El-Kantaoui               | Dur          | 10 000 $ | Nikola Milojević         | Antoine Hoang              |
| 9 novembre  | F45, Antalya                   | Terre battue | 10 000 $ | Mate Delić               | Tomislav Brkić             |
| 9 novembre  | F32, Niceville                 | Terre battue | 10 000 $ | Bastian Trinker          | Alex Rybakov               |
| 16 novembre | F11, Wollongong                | Dur          | 15 000 $ | Dayne Kelly              | Maverick Banes             |
| 16 novembre | F9, São Paulo                  | Terre battue | 10 000 $ | Jose Pereira             | Ricardo Hocevar            |
| 16 novembre | F1, Nicosie                    | Dur          | 10 000 $ | Stefanos Tsitsipas       | Alexandre Folie            |
| 16 novembre | F40, Charm el-Cheikh           | Dur          | 10 000 $ | Denys Molchanov          | Aldin Šetkić               |
| 16 novembre | F2, La Libertad                | Dur          | 10 000 $ | Darian King              | Marcelo Arévalo            |
| 16 novembre | F16, Gwalior                   | Dur          | 10 000 $ | Ramkumar Ramanathan      | Prajnesh Gunneswaran       |
| 16 novembre | F2, Meshref                    | Dur          | 10 000 $ | Alessandro Bega          | Peter Heller               |
| 16 novembre | F5, Casablanca                 | Terre battue | 10 000 $ | Stefano Travaglia        | André Gaspar Murta         |
| 16 novembre | F4, Lima                       | Terre battue | 10 000 $ | Juan Pablo Paz           | Iván Endara                |
| 16 novembre | F3, Stellenbosch               | Dur          | 10 000 $ | Lloyd Harris             | Lucas Miedler              |
| 16 novembre | F32, El-Kantaoui               | Dur          | 10 000 $ | Nikola Milojević         | Alexandre Müller           |
| 16 novembre | F46, Antalya                   | Terre battue | 10 000 $ | Javier Martí             | Ivan Gakhov                |
| 16 novembre | F33, Pensacola                 | Terre battue | 10 000 $ | Henrik Wiersholm         | Alex Rybakov               |
| 23 novembre | F7, Jablonec nad Nisou         | Moquette     | 15 000 $ | Jan Mertl                | Filip Veger                |
| 23 novembre | F8, Bangkok                    | Dur          | 15 000 $ | Lee Duck-hee             | Mikelis Libietis           |
| 23 novembre | F34, Waco                      | Dur (int.)   | 15 000 $ | Henri Laaksonen          | Sekou Bangoura             |
| 23 novembre | F1, Phnom Penh                 | Dur          | 10 000 $ | Kwon Soon-woo            | Son Ji Hoon                |
| 23 novembre | F2, Limassol                   | Dur          | 10 000 $ | Miki Janković            | Enzo Couacaud              |
| 23 novembre | F41, Charm el-Cheikh           | Dur          | 10 000 $ | Aldin Šetkić             | Denys Molchanov            |
| 23 novembre | F2, Guatemala City             | Dur          | 10 000 $ | Marcelo Arévalo          | Juan Sebastián Gómez       |
| 23 novembre | F17, Raipur                    | Dur          | 10 000 $ | Hung Jui-Chen            | Haadin Bava                |
| 23 novembre | F16, Ramat Gan                 | Dur          | 10 000 $ | Sam Barry                | Amir Weintraub             |
| 23 novembre | F3, Meshref                    | Dur (int.)   | 10 000 $ | Evgeny Karlovskiy        | Lorenzo Frigerio           |
| 23 novembre | F6, Rabat                      | Terre battue | 10 000 $ | Marcos Giraldi Requena   | Amine Ahouda               |
| 23 novembre | F5, Lima                       | Terre battue | 10 000 $ | Bastian Malla            | Andrea Collarini           |
| 23 novembre | F33, El-Kantaoui               | Dur          | 10 000 $ | Evan Hoyt                | David Perez Sanz           |
| 23 novembre | F47, Antalya                   | Terre battue | 10 000 $ | George Von Massow        | Francesco Picco            |
| 30 novembre | F8, Opava                      | Moquette     | 15 000 $ | Artem Smirnov            | Michal Konečný             |
| 30 novembre | F1, Santiago de los Caballeros | Terre battue | 15 000 $ | Bastian Trinker          | Peter Torebko              |
| 30 novembre | F9, Bangkok                    | Dur          | 15 000 $ | Connor Smith             | Kento Takeuchi             |
| 30 novembre | F35, Tallahassee               | Dur (int.)   | 15 000 $ | Daniel Nguyen            | Ryan Shane                 |
| 30 novembre | F2, Phnom Penh                 | Dur          | 10 000 $ | Kwon Soon-woo            | Huang Liang-chi            |
| 30 novembre | F8, Temuco                     | Terre battue | 10 000 $ | Hernán Casanova          | Patricio Heras             |
| 30 novembre | F3, Larnaca                    | Dur          | 10 000 $ | Alexey Vatutin           | Miki Janković              |
| 30 novembre | F42, Charm el-Cheikh           | Dur          | 10 000 $ | Denys Molchanov          | Mikołaj Jędruszczak        |
| 30 novembre | F1, San Pedro Sula             | Dur          | 10 000 $ | Marcelo Arévalo          | Christopher Díaz Figueroa  |
| 30 novembre | F18, Jassowal                  | Dur          | 10 000 $ | Prajnesh Gunneswaran     | Ronit Singh Bisht          |
| 30 novembre | F17, Ramat Gan                 | Dur          | 10 000 $ | Peter Kobelt             | Sam Barry                  |
| 30 novembre | F6, Trujillo                   | Terre battue | 10 000 $ | Michael Linzer           | Duilio Beretta             |
| 30 novembre | F4, Doha                       | Dur          | 10 000 $ | Luke Bambridge           | Dominik Kellovsky          |
| 30 novembre | F34, El-Kantaoui               | Dur          | 10 000 $ | Lloyd Glasspool          | Roberto Ortega-Olmedo      |
| 30 novembre | F48, Antalya                   | Terre battue | 10 000 $ | Pere Riba                | Dimitar Kuzmanov           |

### Décembre
| Date        | Lieu du tournoi        | Surface             | Dotation    | Vainqueur           | Finaliste             |
| ----------- | ---------------------- | ------------------- | ----------- | ------------------- | --------------------- |
| 7 décembre  | F2, Saint-Domingue     | Terre battue        | 15 000 $    | Martín Cuevas       | Juan Ignacio Galarza  |
| 7 décembre  | F3, Lagos              | Dur                 | 15 000 $ +H | Aldin Šetkić        | Sadio Doumbia         |
| 7 décembre  | F3, Phnom Penh         | Dur                 | 10 000 $    | Kim Cheong-eui      | Chen Ti               |
| 7 décembre  | F9, Osorno             | Terre battue (int.) | 10 000 $    | Gonzalo Lama        | Tomás Lipovsek Puches |
| 7 décembre  | F43, Charm el-Cheikh   | Dur                 | 10 000 $    | Marko Tepavac       | Alessandro Bega       |
| 7 décembre  | F19, Bombay            | Dur                 | 10 000 $    | Ramkumar Ramanathan | Prajnesh Gunneswaran  |
| 7 décembre  | F18, Tel Aviv          | Dur                 | 10 000 $    | Amir Weintraub      | Dekel Bar             |
| 7 décembre  | F5, Doha               | Dur                 | 10 000 $    | Joris De Loore      | Hong Seong-chan       |
| 7 décembre  | F35, El-Kantaoui       | Dur                 | 10 000 $    | Nikola Milojević    | Anis Ghorbel          |
| 7 décembre  | F49, Antalya           | Dur                 | 10 000 $    | Michal Konečný      | Cem İlkel             |
| 14 décembre | F3, Santo Domingo Este | Dur                 | 15 000 $    | Sekou Bangoura      | Facundo Mena          |
| 14 décembre | F4, Lagos              | Dur                 | 15 000 $ +H | Antal van der Duim  | Takanyi Garanganga    |
| 14 décembre | F10, Puerto Montt      | Dur                 | 10 000 $    | Maximiliano Estévez | Matías Zukas          |
| 14 décembre | F6, Doha               | Dur                 | 10 000 $    | Joris De Loore      | Luke Bambridge        |
| 14 décembre | F36, El-Kantaoui       | Dur                 | 10 000 $    | Nikola Milojević    | Anis Ghorbel          |
| 14 décembre | F50, Antalya           | Dur                 | 10 000 $    | Christopher Heyman  | Francesco Vilardo     |
| 21 décembre | F52, Antalya           | Dur                 | 10 000 $    | Christopher Heyman  | Adelchi Virgili       |